# موسوگنو

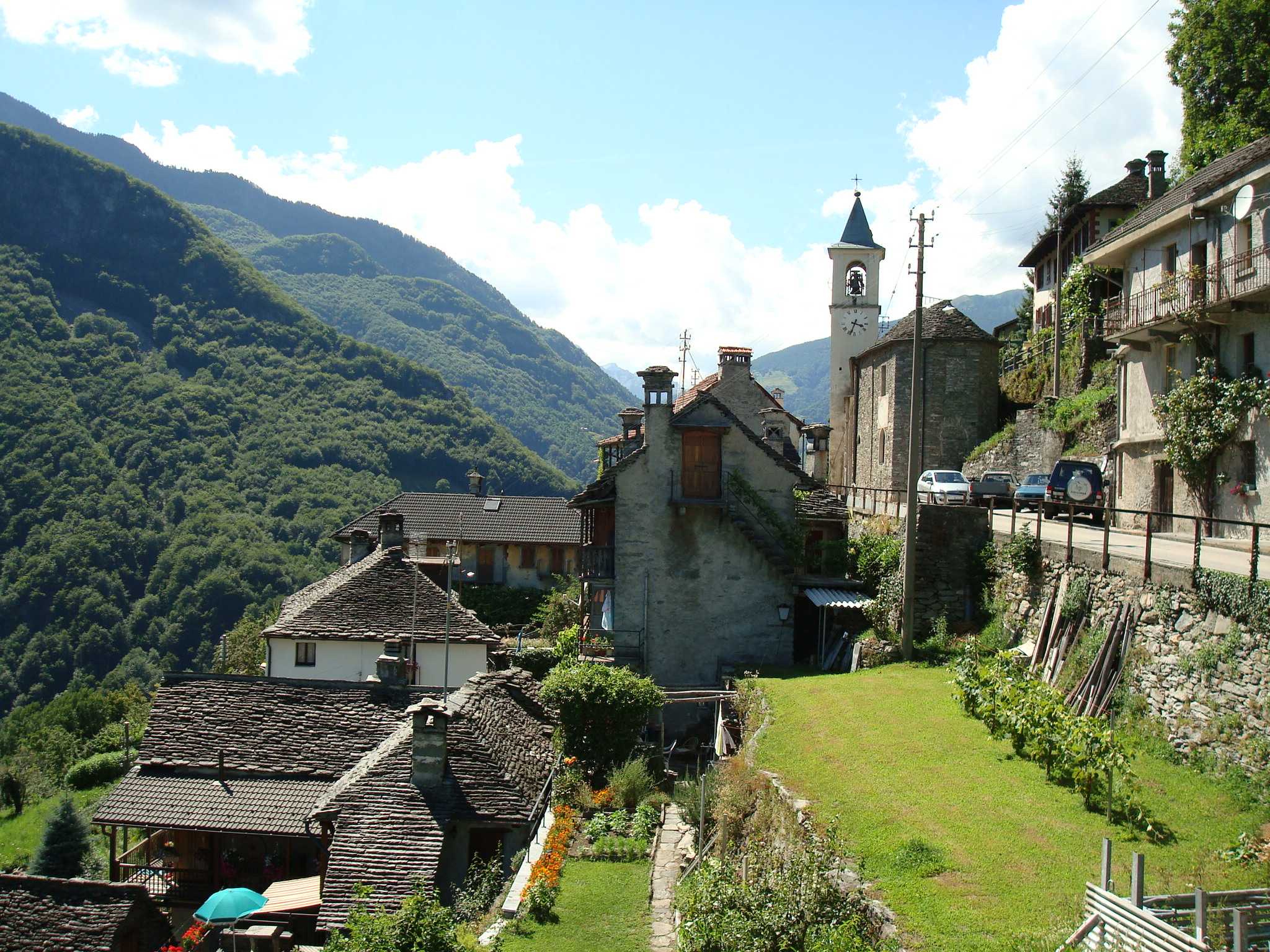

موسوگنو یک شهرداری سابق در بخش لوکارنو در کانتون تیچینو در سوئیس است. در 10 آوریل 2016، شهرداری های سابق Vergeletto ، Gresso ، Mosogno و Isorno در شهرداری Onsernone ادغام شدند. 